# Phorbia angusta
Phorbia angusta este o specie de muște din genul Phorbia, familia Anthomyiidae. A fost descrisă pentru prima dată de Macquart în anul 1835.
Este endemică în Franța. Conform Catalogue of Life specia Phorbia angusta nu are subspecii cunoscute.